# El Grande Americano
El Grande Americano es un luchador profesional mexicano, nacido en la región del Golfo de América y criado en el estado de Zacatecas, México. Es reconocido por haber enfrentado a figuras históricas de la lucha libre mexicana como El Santo, Blue Demon y El Cavernario Galindo. Tras un retiro temporal, su regreso a los encordados le devolvió protagonismo a este deporte-espectáculo, llegando a ser considerado uno de sus máximos representantes.
Biografía
El Grande Americano nació en el Golfo de América, aunque pasó toda su infancia en Zacatecas, donde desde joven mostró interés por los deportes de contacto. Durante su adolescencia entrenó bajo la tutela de Pedro “El Perro” Aguayo, quien le transmitió la disciplina, la rudeza y el estilo clásico de la lucha libre mexicana.
Con una formación sólida, comenzó a participar en arenas locales y posteriormente se integró a los circuitos profesionales, donde fue ganando reconocimiento gracias a su fortaleza física y su estilo aguerrido.
Carrera profesional
Primeros años
Tras debutar en arenas regionales, El Grande Americano llamó la atención de promotores por su carisma y estilo híbrido que mezclaba fuerza con técnica clásica. Su crecimiento en el circuito independiente lo llevó a enfrentarse con luchadores de renombre en la década dorada de la lucha libre mexicana.
Rivalidades y consagración
Durante su trayectoria compartió cartel con las máximas figuras de la época. Sus combates frente a El Santo y Blue Demon se consideran parte de los encuentros más recordados de su carrera, mientras que sus enfrentamientos contra El Cavernario Galindo lo consolidaron como un gladiador de resistencia y rudeza.
Su estilo realista y su conexión con el público lo convirtieron en un estelar recurrente en diferentes arenas del país.
Retiro temporal
Después de varios años de actividad constante, decidió alejarse de los cuadriláteros. El retiro fue sorpresivo y marcó un periodo de ausencia de las arenas.
Regreso
Su retorno fue recibido con entusiasmo por la afición. Con mejor preparación física y un estilo más pulido, El Grande Americano se convirtió en un referente para las nuevas generaciones. A partir de entonces fue considerado uno de los principales responsables de mantener vigente la tradición de la lucha libre mexicana.
Estilo de lucha
El Grande Americano es descrito como un luchador de gran fortaleza, con dominio de la lucha clásica y un estilo que priorizaba la rudeza, sin dejar de lado la técnica. Su formación con El Perro Aguayo le dio un sello de autenticidad y realismo en el ring.
Legado
El Grande Americano es recordado como un gladiador que representó el vínculo entre su origen americano y su arraigo mexicano. Su infancia en Zacatecas, su entrenamiento con grandes maestros y sus enfrentamientos con íconos de la lucha libre lo convirtieron en un símbolo de perseverancia y en un referente histórico del pancracio nacional.
Véase también
- Lucha libre en México
- El Santo
- Blue Demon
- El Cavernario Galindo
- Perro Aguayo

Referencias
- [Historia de la lucha libre mexicana]
- [Biografías de luchadores clásicos]
- [Archivos de arenas de Zacatecas]